# Hồ Indawgyi
Hồ Indawgyi (tiếng Miến Điện: အင်းတော်ကြီး; MLCTS: ang: dau kri: [ʔɪ́ɴdɔ̀dʒḭ́]) là một trong những hồ nước ngọt lớn nhất Đông Nam Á nằm ở thị trấn Mohnyin, bang Kachin, Myanmar. Hồ có chiều dài khoảng 13 km từ đông sang tây, và 24 km hướng nam bắc. Xung quanh hồ có khoảng 20 ngôi làng. Các nhóm sắc tộc chủ yếu sống trong vùng xung quanh hồ là Shan và Kachin, chủ yếu là những người làm trong nông nghiệp.
Nằm ở độ cao 166 mét so với mực nước biển, nó là phần chính của Khu bảo tồn Động vật hoang dã Hồ Indawgyi và là một khu dự trữ sinh quyển của thế giới được UNESCO công nhận vào năm 2017.